# Liste des cours d'eau de l'Irlande

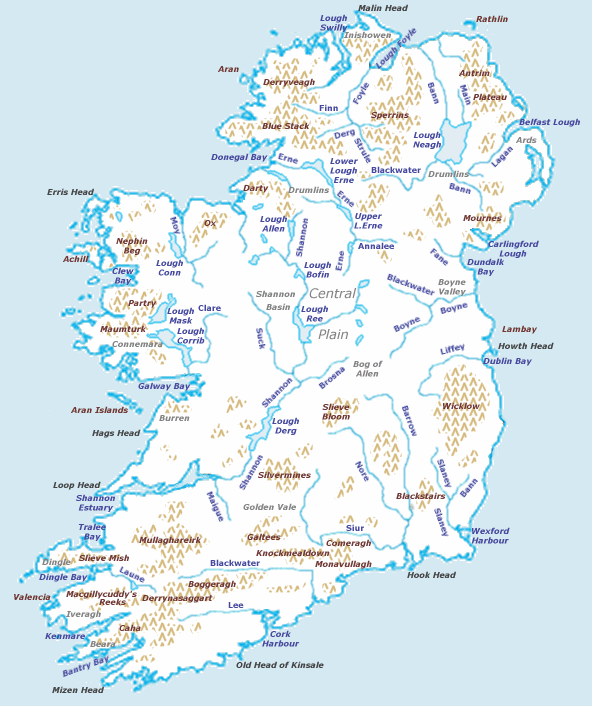
Carte des cours d'eau d'Irlande.

Cet article est une liste des cours d'eau d'Irlande, île du nord-ouest de l'Europe divisée politiquement entre l'Irlande, État indépendant, et l'Irlande du Nord, nation constitutive du Royaume-Uni occupant le nord-est de l'île.
Les cours d'eau sont listés dans le sens des aiguilles d'une montre en partant de l'embouchure du Foyle à Derry.

## Irlande du Nord
- Foyle
  - Deele
  - Finn
    - Reelan

  - Mourne
    - Derg
- Bann
  - Main
  - Blackwater
- Dun
- Bush
- Lagan
  - Farset
- Quoile
- Clanrye

## Irlande, se jetant dans lamer d'Irlande
- Fane
- Boyne
  - Blackwater
- Tolka
- Liffey
  - Dodder
  - Camac
- Dargle
- Avoca
  - Avonmore
  - Avonbeg
- Slaney
  - Bann
- Vartry

## Irlande, se jetant dans lamer Celtique
- Barrow
  - Nore
    - King's River

  - Suir
    - Drish
      - Black River (Ireland)

    - John's River

  - Tar
- Blackwater
  - Awbeg
  - Dalua
  - Bride
- Lee
- Bandon

## Irlande, se jetant dans l'océan Atlantique
- Roughty
- Laune
- Carrowbeg
- Shannon
  - Deel
  - Maigue
  - Brosna
  - Inny
  - Suck
- Fergus
- Corrib
  - Clare
  - Robe
- Doonbeg
- Moy
- Garavogue
- Erne
- Eske
- Feale
- Gweebarra
- Swilly
- Drowes[1]